# Liste von Horrorfilmen
Die Liste von Horrorfilmen gibt einen chronologischen Überblick über Produktionen, die seit Beginn der Filmgeschichte in diesem Genre gedreht wurden. Die Liste ist in Abschnitte von je zehn Jahren unterteilt. Bei der Nutzung ist zu beachten, dass ein Großteil der aufgeführten Filme sich mit artverwandten Genres aus dem Bereich der Phantastik wie Science-Fiction, Fantasy und Mystery überschneidet, aber auch mit Genres wie Kriminalfilm und Komödie.

## Listen nach Jahrzehnten
- Liste von Horrorfilmen der 1920er Jahre
- Liste von Horrorfilmen der 1930er Jahre
- Liste von Horrorfilmen der 1940er Jahre
- Liste von Horrorfilmen der 1950er Jahre
- Liste von Horrorfilmen der 1960er Jahre
- Liste von Horrorfilmen der 1970er Jahre
- Liste von Horrorfilmen der 1980er Jahre
- Liste von Horrorfilmen der 1990er Jahre
- Liste von Horrorfilmen der 2000er Jahre
- Liste von Horrorfilmen der 2010er Jahre
- Liste von Horrorfilmen der 2020er Jahre

## 1896
| Titel               | Regie          | Produktionsland |
| ------------------- | -------------- | --------------- |
| Le manoir du diable | Georges Méliès | Frankreich      |
| Une nuit terrible   | Georges Méliès | Frankreich      |

## 1897
| Titel           | Regie               | Produktionsland    |
| --------------- | ------------------- | ------------------ |
| The X-Ray Fiend | George Albert Smith | Vereinigte Staaten |

## 1898
| Titel                         | Regie          | Produktionsland |
| ----------------------------- | -------------- | --------------- |
| La tentation de Saint Antoine | Georges Méliès | Frankreich      |

## 1899
| Titel                | Regie          | Produktionsland |
| -------------------- | -------------- | --------------- |
| Cléopâtre            | Georges Méliès | Frankreich      |
| Le Diable au couvent | Georges Méliès | Frankreich      |

## 1900
| Titel                        | Regie           | Produktionsland    |
| ---------------------------- | --------------- | ------------------ |
| An Artist’s Dream            | Edwin S. Porter | Vereinigte Staaten |
| Faust and Marguerite         | Edwin S. Porter | Vereinigte Staaten |
| The Mystic Swing             | Edwin S. Porter | Vereinigte Staaten |
| Uncle Josh in a Spooky Hotel | Edwin S. Porter | Vereinigte Staaten |
| Uncle Josh’s Nightmare       | Edwin S. Porter | Vereinigte Staaten |

## 1901
| Titel                           | Regie           | Produktionsland        |
| ------------------------------- | --------------- | ---------------------- |
| L’homme à la tête en caoutchouc | Georges Méliès  | Frankreich             |
| Scrooge, or Marley’s Ghost      | Walter R. Booth | Vereinigtes Königreich |
| The Haunted Curiosity Shop      | Walter R. Booth | Vereinigtes Königreich |

## 1903
| Titel                | Regie          | Produktionsland |
| -------------------- | -------------- | --------------- |
| Le chaudron infernal | Georges Méliès | Frankreich      |
| Le monstre           | Georges Méliès | Frankreich      |

## 1907
| Titel         | Regie             | Produktionsland |
| ------------- | ----------------- | --------------- |
| Satan s’amuse | Segundo de Chomón | Frankreich      |

## 1910
| Titel                | Regie            | Produktionsland    |
| -------------------- | ---------------- | ------------------ |
| Dorian Grays Portræt | Axel Strøm       | Dänemark           |
| Frankenstein         | J. Searle Dawley | Vereinigte Staaten |

## 1911
| Titel                    | Regie            | Produktionsland      |
| ------------------------ | ---------------- | -------------------- |
| Der Müller und sein Kind | Walter Friedmann | Kaisertum Österreich |

## 1912
| Titel                   | Regie            | Produktionsland    |
| ----------------------- | ---------------- | ------------------ |
| Dr. Jekyll and Mr. Hyde | Lucius Henderson | Vereinigte Staaten |
| Le masque d'horreur     | Abel Gance       | Frankreich         |

## 1913
| Titel                   | Regie          | Produktionsland        |
| ----------------------- | -------------- | ---------------------- |
| Der Andere              | Max Mack       | Deutsches Reich        |
| Dr. Jekyll and Mr. Hyde | Herbert Brenon | Vereinigtes Königreich |
| Die Eisbraut            | Stellan Rye    | Deutsches Reich        |
| Der Student von Prag    | Stellan Rye    | Deutsches Reich        |

## 1914
| Titel                    | Regie                   | Produktionsland      |
| ------------------------ | ----------------------- | -------------------- |
| Der Hund von Baskerville | Rudolf Meinert          | Deutsches Reich      |
| Svengali                 | Luise Kolm, Jakob Fleck | Kaisertum Österreich |
| Eine venezianische Nacht | Max Reinhardt           | Deutsches Reich      |
| The Avenging Conscience  | David Wark Griffith     | Vereinigte Staaten   |

## 1915
| Titel                           | Regie                 | Produktionsland |
| ------------------------------- | --------------------- | --------------- |
| Der geheimnisvolle Wanderer     | William Wauer         | Deutsches Reich |
| Der Golem                       | Henrik Galeen         | Deutsches Reich |
| Die Toten erwachen              | Adolf Gärtner         | Deutsches Reich |
| Und das Wissen ist der Tod      | Walter Schmidthässler | Deutsches Reich |
| Und wandern sollst du ruhelos … | Richard Oswald        | Deutsches Reich |

## 1916
| Titel                   | Regie                | Produktionsland |
| ----------------------- | -------------------- | --------------- |
| Hoffmanns Erzählungen   | Richard Oswald       | Deutsches Reich |
| Homunculus              | Otto Rippert         | Deutsches Reich |
| Der Mann ohne Kopf      | Louis Neher          | Deutsches Reich |
| Nächte des Grauens      | Arthur Robison       | Deutsches Reich |
| Das Phantom der Oper    | Ernst Matray         | Deutsches Reich |
| Theophrastus Paracelsus | Joseph Delmont       | Deutsches Reich |
| Hævnens nat             | Benjamin Christensen | Dänemark        |

## 1917
| Titel                      | Regie           | Produktionsland      |
| -------------------------- | --------------- | -------------------- |
| Furcht                     | Robert Wiene    | Deutsches Reich      |
| Gefangene Seele            | Rudolf Biebrach | Deutsches Reich      |
| Die Gespensterstunde       | Urban Gad       | Deutsches Reich      |
| Der Golem und die Tänzerin | Paul Wegener    | Deutsches Reich      |
| Das Meeresungeheuer        | Alfréd Deésy    | Kaisertum Österreich |

## 1918
| Titel                                               | Regie                        | Produktionsland      |
| --------------------------------------------------- | ---------------------------- | -------------------- |
| Alraune                                             | Mihály Kertész, Edmund Fritz | Kaisertum Österreich |
| Alraune, die Henkerstochter, genannt die rote Hanne | Eugen Illés, Josef Klein     | Deutsches Reich      |
| Die Augen der Mumie Ma                              | Ernst Lubitsch               | Deutsches Reich      |
| Die Dame, der Teufel und die Probiermamsell         | Rudolf Biebrach              | Deutsches Reich      |
| Der fliegende Holländer                             | Hans Neumann                 | Deutsches Reich      |
| Pique Dame                                          | Arthur Wellin                | Deutsches Reich      |
| Das verwunschene Schloß                             | Otto Rippert                 | Deutsches Reich      |

## 1919
| Titel                   | Regie                               | Produktionsland        |
| ----------------------- | ----------------------------------- | ---------------------- |
| Die Ahnfrau             | Luise Kolm, Jakob Fleck             | Österreich             |
| Alraune und der Golem   | Nils Chrisander                     | Deutsches Reich        |
| Cagliostros Totenhand   | Nils Chrisander                     | Deutsches Reich        |
| Der grüne Vampyr        | William Kahn                        | Deutsches Reich        |
| Der Knabe in Blau       | Friedrich Wilhelm Murnau            | Deutsches Reich        |
| Lilith und Ly           | Erich Kober                         | Österreich             |
| Die Pest in Florenz     | Otto Rippert                        | Deutsches Reich        |
| Die Teufelskirche       | Hans Mierendorff, Friedrich Degener | Deutsches Reich        |
| Unheimliche Geschichten | Richard Oswald                      | Deutsches Reich        |
| Wahnsinn                | Conrad Veidt                        | Deutsches Reich        |
| The Beetle              | Alexander Butler                    | Vereinigtes Königreich |